# Yüksək Liqa w piłce siatkowej (2023/2024)
Yüksək Liqa 2023/2024 − 32. sezon mistrzostw Azerbejdżanu w piłce siatkowej zorganizowany przez Azerbejdżański Związek Piłki Siatkowej (Azərbaycan Voleybol Federasiyası, AVF). Zainaugurowany został 16 listopada 2023 roku i trwał do 22 kwietnia 2024 roku.
W rozgrywkach uczestniczyło 6 drużyn. W porównaniu z poprzednim sezonem do najwyższej klasy rozgrywkowej dołączyły zespoły Azerrail oraz Xarı Bülbül Laçın. W trakcie sezonu wycofały się zespoły Xarı bülbül Şuşa oraz Xarı bülbül Laçın. 
Yüksək Liqa składała się z fazy zasadniczej oraz fazy play-off. W fazie zasadniczej drużyny rozegrały ze sobą po sześć spotkań. Faza play-off obejmowała półfinały, mecz o 3. miejsce i finał.
Po raz pierwszy mistrzem Azerbejdżanu został klub Azerrail, który w finale pokonał Murov Az Terminal. Trzecie miejsce zajął klub Neftçi. Najlepszym zawodnikiem (MVP) mistrzostw Azerbejdżanu wybrany został Rosjanin Siergiej Płatanienkow.

## System rozgrywek
Yüksək Liqa w sezonie 2023/2024 składała się z fazy zasadniczej oraz fazy play-off.
W fazie zasadniczej drużyny miały rozegrać między sobą po cztery spotkania. Po wycofaniu się z mistrzostw zespołów Xarı bülbül	Şuşa oraz Xarı bülbül Laçın zdecydowano o zwiększeniu liczby meczów w fazie zasadniczej do sześciu rund. Cztery najlepsze zespoły awansowały do fazy play-off.
Faza play-off obejmowała półfinały, mecz o 3. miejsce i finał. Pary półfinałowe powstały na podstawie tabeli fazy zasadniczej według klucza: 1-4; 2-3. Rywalizacja w parach toczyła się w formie dwumeczów. O awansie decydowały kolejno liczba zdobytych punktów i liczba wygranych setów. Jeżeli powyższe kryteria nie wyłoniły zwycięzcy, rozgrywany był tzw. złoty set grany do 15 punktów z dwoma punktami przewagi jednej z drużyn. Zwycięzcy w parach awansowali do finału, przegrani natomiast grali o 3. miejsce. Zarówno mistrza, jak i brązowego medalistę mistrzostw Azerbejdżanu wyłonił jeden mecz.

## Drużyny uczestniczące
W najwyższej klasie rozgrywkowej (Yüksək Liqa) mistrzostw Azerbejdżanu w piłce siatkowej w sezonie 2023/2024 uczestniczyło 6 drużyn. W porównaniu do poprzedniego sezonu do rozgrywek dołączyły dwa zespoły: Azerrail oraz Xarı Bülbül Laçın.
W trakcie sezonu zespoły Xarı bülbül Şuşa oraz Xarı bülbül Laçın wycofały się z rozgrywek i zakończyły swoją działalność.
| Nazwa drużyny     | Miejscowość     |
| ----------------- | --------------- |
| Azerrail          | Baku            |
| MOİK              | Baku            |
| Murov Az Terminal | Biləcəri (Baku) |
| Neftçi            | Baku            |
| Xarı bülbül       | Şuşa            |
| Xarı bülbül       | Laçın           |

## Hale sportowe
Większość meczów odbyło się w Centrum Siatkarskim przy ul. Əliyara Əliyeva 108 w Baku. Niektóre spotkania rozegrane zostały również w hali sportowej klubu Murov Az Terminal, natomiast finał w Pałacu Sportu w Baku (Bakı İdman Sarayı).

## Faza zasadnicza

### Tabela wyników
| Drużyna 1 \ Drużyna 2 | Murov | Xarı Şuşa | Neftçi | MOİK | Azer-rail | Xarı Laçın |
| --------------------- | ----- | --------- | ------ | ---- | --------- | ---------- |
| Murov Az Terminal     |       | 3:0       | 3:1    | 3:1  | 3:2       | 3:0        |
| Xarı Bülbül Şuşa      | 0:3   |           | 0:3    | 0:3  | 0:3       | —          |
| Neftçi                | 1:3   | 3:0       |        | 3:0  | 2:3       | 3:0        |
| MOİK                  | 0:3   | 3:0       | 0:3    |      | 0:3       | 3:0        |
| Azerrail              | 3:0   | 3:0       | 1:3    | 3:0  |           | 3:0        |
| Xarı Bülbül Laçın     | 0:3   | —         | 0:3    | 0:3  | 0:3       |            |
| Źródło:               |       |           |        |      |           |            |

| Drużyna 1 \ Drużyna 2 | Murov | Xarı Şuşa | Neftçi | MOİK | Azer-rail | Xarı Laçın |
| --------------------- | ----- | --------- | ------ | ---- | --------- | ---------- |
| Murov Az Terminal     |       | 3:0       | 3:1    | 3:0  | 2:3       | 3:0        |
| Xarı Bülbül Şuşa      | 0:3   |           | 0:3    | 0:3  | 0:3       | —          |
| Neftçi                | 3:1   | 3:0       |        | 3:0  | 0:3       | 3:0        |
| MOİK                  | 0:3   | 3:0       | 1:3    |      | 0:3       | 3:0        |
| Azerrail              | 3:1   | 3:0       | 3:0    | 3:0  |           | 3:0        |
| Xarı Bülbül Laçın     | 0:3   | —         | 0:3    | 0:3  | 0:3       |            |
| Źródło:               |       |           |        |      |           |            |

| Drużyna 1 \ Drużyna 2 | Murov | Xarı Şuşa | Neftçi | MOİK | Azer-rail | Xarı Laçın |
| --------------------- | ----- | --------- | ------ | ---- | --------- | ---------- |
| Murov Az Terminal     |       | 3:0       | 3:1    | 3:0  | 1:3       | 3:0        |
| Xarı Bülbül Şuşa      | 0:3   |           | 0:3    | 0:3  | 0:3       | —          |
| Neftçi                | 0:3   | 3:0       |        | 3:0  | 0:3       | 3:0        |
| MOİK                  | 0:3   | 3:0       | 0:3    |      | 0:3       | 3:0        |
| Azerrail              | 0:3   | 3:0       | 3:1    | 3:0  |           | 3:0        |
| Xarı Bülbül Laçın     | 0:3   | —         | 0:3    | 0:3  | 0:3       |            |
| Źródło:               |       |           |        |      |           |            |

Uwaga: W trakcie sezonu zespoły Xarı Bülbül Şuşa i Xarı Bülbül Laçın zostały zawieszone w rozgrywkach. Wszystkie spotkania tych zespołów zostały anulowane i zweryfikowane na walkowery. Mecze pomiędzy Xarı Bülbül Şuşa a Xarı Bülbül Laçın uznane zostały za wzajemne walkowery (tj. oba zespoły wszystkie mecze przegrały 0:3).

### Terminarz i wyniki spotkań
| Data                                                                     | Godz. | Gospodarz         | Rezultat                                | Gość              | *      |
| ------------------------------------------------------------------------ | ----- | ----------------- | --------------------------------------- | ----------------- | ------ |
| I RUNDA                                                                  |       |                   |                                         |                   |        |
| 16.11.2023                                                               | 14:00 | Neftçi            | 1:3 (20:25, 25:21, 29:31, 17:25)        | Murov Az Terminal | raport |
| 16.11.2023                                                               | 17:30 | Azerrail          | 3:0 (25:15, 25:15, 25:16)               | MOİK              | raport |
| 22.11.2023                                                               | 18:00 | MOİK              | 0:3 (11:25, 13:25, 15:25)               | Neftçi            | raport |
| 23.11.2023                                                               | 16:00 | Azerrail          | 3:0 (25:22, 25:23, 31:29)               | Murov Az Terminal | raport |
| 27.11.2023                                                               | 18:00 | Xarı Bülbül Laçın | 3:0 (25:18, 25:22, 29:27)               | MOİK              | raport |
| 29.11.2023                                                               | 18:00 | Neftçi            | 2:3 (31:33, 29:27, 16:25, 25:17, 12:15) | Azerrail          | raport |
| 1.12.2023                                                                | 15:00 | Murov Az Terminal | 3:2 (25:19, 18:25, 23:25, 25:21, 16:14) | Xarı Bülbül Laçın | raport |
| 2.12.2023                                                                | 18:00 | Neftçi            | 1:3 (21:25, 27:25, 15:25, 18:25)        | Xarı Bülbül Şuşa  | raport |
| 4.12.2023                                                                | 19:00 | MOİK              | 1:3 (27:25, 22:25, 22:25, 17:25)        | Xarı Bülbül Şuşa  | raport |
| 7.12.2023                                                                | 18:00 | Xarı Bülbül Şuşa  | 3:1 (25:17, 22:25, 25:19, 25:16)        | Azerrail          | raport |
| 7.12.2023                                                                | 19:00 | MOİK              | 0:3 (17:25, 13:25, 17:25)               | Murov Az Terminal | raport |
| 10.12.2023                                                               | 15:00 | Murov Az Terminal | 3:2 (22:25, 25:22, 19:25, 25:16, 16:14) | Xarı Bülbül Şuşa  | raport |
| 10.12.2023                                                               | 18:00 | Azerrail          | 3:0 (26:24, 25:20, 25:20)               | Xarı Bülbül Laçın | raport |
| 13.12.2023                                                               | 18:00 | Xarı Bülbül Şuşa  | 3:1 (25:18, 19:25, 25:22, 25:22)        | Xarı Bülbül Laçın | raport |
| 18.12.2023                                                               | 15:00 | Xarı Bülbül Laçın | 1:3 (25:12, 17:25, 21:25, 24:26)        | Neftçi            | raport |
| II RUNDA                                                                 |       |                   |                                         |                   |        |
| 15.12.2023                                                               | 14:00 | Xarı Bülbül Şuşa  | 3:0 (25:18, 25:22, 25:15)               | MOİK              | raport |
| 15.12.2023                                                               | 16:00 | Xarı Bülbül Laçın | 1:3 (23:25, 20:25, 25:21, 22:25)        | Azerrail          | raport |
| 15.12.2023                                                               | 18:00 | Murov Az Terminal | 3:1 (25:19, 25:20, 17:25, 25:22)        | Neftçi            | raport |
| 21.12.2023                                                               | 15:00 | Azerrail          | 1:3 (23:25, 25:16, 18:25, 12:25)        | Neftçi            | raport |
| 11.01.2024                                                               | 16:00 | Neftçi            | 3:0 (25:20, 25:23, 27:25)               | MOİK              | raport |
| 11.01.2024                                                               | 18:00 | Murov Az Terminal | 3:2 (25:20, 25:17, 20:25, 23:25, 15:8)  | Azerrail          | raport |
| 18.01.2024                                                               | 16:00 | MOİK              | 0:3 (10:25, 11:25, 22:25)               | Azerrail          | raport |
| 24.01.2024                                                               | 16:00 | Murov Az Terminal | 3:1 (25:18, 23:25, 25:8, 25:14)         | MOİK              | raport |
| III RUNDA                                                                |       |                   |                                         |                   |        |
| 1.02.2024                                                                | 17:00 | Neftçi            | 3:1 (25:19, 25:23, 19:25, 25:22)        | Murov Az Terminal | raport |
| 8.02.2024                                                                | 15:00 | Neftçi            | 0:3 (24:26, 24:26, 15:25)               | Azerrail          | raport |
| 15.02.2024                                                               | 16:00 | Azerrail          | 3:1 (22:25, 25:19, 26:24, 25:21)        | Murov Az Terminal | raport |
| 15.02.2024                                                               | 18:00 | MOİK              | 1:3 (22:25, 25:23, 14:25, 17:25)        | Neftçi            | raport |
| 22.02.2024                                                               | 15:00 | Azerrail          | 3:0 (25:15, 25:23, 25:7)                | MOİK              | raport |
| 29.02.2024                                                               | 15:00 | MOİK              | 0:3 (14:25, 15:25, 19:25)               | Murov Az Terminal | raport |
| IV RUNDA                                                                 |       |                   |                                         |                   |        |
| 21.02.2024                                                               | 15:00 | Murov Az Terminal | 3:1 (25:21, 27:25, 33:35, 31:29)        | Neftçi            | raport |
| 28.02.2024                                                               | 18:00 | Azerrail          | 3:0 (25:19, 25:19, 25:22)               | Neftçi            | raport |
| 6.03.2024                                                                | 17:00 | Neftçi            | 3:0 (25:22, 25:17, 27:25)               | MOİK              | raport |
| 7.03.2024                                                                | 17:00 | Murov Az Terminal | 2:3 (25:22, 27:25, 21:25, 23:25, 9:15)  | Azerrail          | raport |
| 13.03.2024                                                               | 17:00 | MOİK              | 0:3 (13:25, 20:25, 10:25)               | Azerrail          | raport |
| 19.03.2024                                                               | 17:00 | Murov Az Terminal | 3:0 (25:19, 25:18, 25:18)               | MOİK              | raport |
| V RUNDA                                                                  |       |                   |                                         |                   |        |
| 14.03.2024                                                               | 17:00 | Neftçi            | 0:3 (20:25, 17:25, 23:25)               | Murov Az Terminal | raport |
| 16.03.2024                                                               | 17:00 | Azerrail          | 3:0 (34:32, 25:19, 25:23)               | MOİK              | raport |
| 19.03.2024                                                               | 17:00 | Neftçi            | 0:3 (19:25, 21:25, 25:27)               | Azerrail          | raport |
| 27.03.2024                                                               | 17:00 | MOİK              | 0:3 (15:25, 23:25, 17:25)               | Neftçi            | raport |
| 27.03.2024                                                               | 17:00 | Azerrail          | 0:3 (22:25, 22:25, 22:25)               | Murov Az Terminal | raport |
| 29.03.2024                                                               | 17:00 | Murov Az Terminal | 3:0 (25:18, 25:15, 25:17)               | MOİK              | raport |
| VI RUNDA                                                                 |       |                   |                                         |                   |        |
| 1.04.2024                                                                | 17:00 | MOİK              | 0:3 (14:25, 23:25, 13:25)               | Azerrail          | raport |
| 1.04.2024                                                                | 17:00 | Murov Az Terminal | 3:1 (25:22, 17:25, 25:18, 25:20)        | Neftçi            | raport |
| 4.04.2024                                                                | 17:00 | MOİK              | 0:3 (17:25, 17:25, 21:25)               | Murov Az Terminal | raport |
| 4.04.2024                                                                | 17:00 | Azerrail          | 3:1 (25:20, 16:25, 25:19, 25:20)        | Neftçi            | raport |
| 8.04.2024                                                                | 17:00 | Neftçi            | 3:0 (25:16, 25:14, 25:15)               | MOİK              | raport |
| 8.04.2024                                                                | 17:00 | Murov Az Terminal | 1:3 (25:22, 22:25, 18:25, 16:25)        | Azerrail          | raport |
| Godziny według czasu lokalnego (UTC+4). Źródło: Legenda: mecze anulowane |       |                   |                                         |                   |        |

### Tabela
| Lp. | Drużyna           | Pkt | Mecze | Mecze | Mecze | Rodzaj wyniku | Rodzaj wyniku | Rodzaj wyniku | Rodzaj wyniku | Rodzaj wyniku | Rodzaj wyniku | Sety | Sety | Sety  |
| Lp. | Drużyna           | Pkt | M     | W     | P     | 3:0           | 3:1           | 3:2           | 2:3           | 1:3           | 0:3           | wyg. | prz. | stos. |
| --- | ----------------- | --- | ----- | ----- | ----- | ------------- | ------------- | ------------- | ------------- | ------------- | ------------- | ---- | ---- | ----- |
| 1   | Azerrail          | 80  | 30    | 27    | 3     | 22            | 3             | 2             | 1             | 1             | 1             | 84   | 16   | 5.25  |
| 2   | Murov Az Terminal | 75  | 30    | 25    | 5     | 19            | 5             | 1             | 1             | 3             | 1             | 80   | 22   | 3.64  |
| 3   | Neftçi            | 61  | 30    | 20    | 10    | 17            | 3             | 0             | 1             | 5             | 4             | 67   | 33   | 2.03  |
| 4   | MOİK              | 36  | 30    | 12    | 18    | 12            | 0             | 0             | 0             | 2             | 16            | 38   | 54   | 0.7   |
| —   | Xarı Bülbül Laçın | 0   | 30    | 0     | 30    | 0             | 0             | 0             | 0             | 0             | 30            | 0    | 90   | 0     |
| —   | Xarı Bülbül Şuşa  | 0   | 30    | 0     | 30    | 0             | 0             | 0             | 0             | 0             | 30            | 0    | 90   | 0     |

Źródło: 
Punktacja: 3:0 i 3:1 – 3 pkt; 3:2 – 2 pkt; 2:3 – 1 pkt; 1:3 i 0:3 – 0 pkt
Zasady ustalania kolejności: 1. liczba punktów; 2. liczba zwycięstw; 3. stosunek setów; 4. stosunek małych punktów; 5. bilans w bezpośrednich meczach

## Faza play-off
Wszystkie godziny według czasu lokalnego (UTC+4).

### Drabinka
|  |           |                   |           |                   |           |                   |   |       |          |       |
|  | Półfinały | Półfinały         | Półfinały | Półfinały         | Półfinały |                   |   | Finał | Finał    | Finał |
|  | Półfinały | Półfinały         | Półfinały | Półfinały         | Półfinały |                   |   | Finał | Finał    | Finał |
|  |           |                   |           |                   |           |                   |   |       |          |       |
|  |           |                   |           |                   |           |                   |   |       |          |       |
|  | 1         | Azerrail          | 3         | 3                 | 6         |                   |   |       |          |       |
|  | 1         | Azerrail          | 3         | 3                 | 6         |                   |   |       |          |       |
|  | 4         | MOİK              | 0         | 0                 | 0         |                   |   |       |          |       |
|  | 4         | MOİK              | 0         | 0                 | 0         |                   |   | 1     | Azerrail | 3     |
|  |           |                   |           |                   |           |                   |   | 1     | Azerrail | 3     |
|  |           |                   | 2         | Murov Az Terminal | 2         |                   |   |       |          |       |
|  | 2         | Murov Az Terminal | 2         | Murov Az Terminal | 2         | 3                 | 3 | 6     |          |       |
|  | 2         | Murov Az Terminal |           |                   |           |                   |   | 6     |          |       |
|  | 3         | Neftçi            | 0         | 0                 | 0         |                   |   |       |          |       |
|  | 3         | Neftçi            | 0         | 0                 | 0         | Mecz o 3. miejsce |   |       |          |       |
|  |           |                   |           |                   |           |                   |   |       |          |       |
|  |           |                   |           |                   |           |                   |   |       |          |       |
|  |           |                   |           |                   |           |                   |   |       |          |       |
|  | 3         | Neftçi            | 3         |                   |           |                   |   |       |          |       |
|  | 3         | Neftçi            | 3         |                   |           |                   |   |       |          |       |
|  | 4         | MOİK              | 0         |                   |           |                   |   |       |          |       |
|  | 4         | MOİK              | 0         |                   |           |                   |   |       |          |       |

### Półfinały
Format: dwumecz z ewentualnym złotym setem
| Data                  | Godz.                 | Gospodarz             | Rezultat                  | Gość              | *          |
| --------------------- | --------------------- | --------------------- | ------------------------- | ----------------- | ---------- |
| Azerrail (1)          | Azerrail (1)          | Azerrail (1)          | 6 – 0                     | (4) MOİK          | (4) MOİK   |
| 15.04.2024            | 15:00                 | Azerrail              | 3:0 (25:15, 25:17, 25:12) | MOİK              | raport     |
| 17.04.2024            | 15:00                 | MOİK                  | 0:3 (12:25, 18:25, 14:25) | Azerrail          | raport     |
| Murov Az Terminal (2) | Murov Az Terminal (2) | Murov Az Terminal (2) | 6 – 0                     | (3) Neftçi        | (3) Neftçi |
| 16.04.2024            | 15:00                 | Murov Az Terminal     | 3:0 (27:25, 25:19, 25:18) | Neftçi            | raport     |
| 18.04.2024            | 15:00                 | Neftçi                | 0:3 (21:25, 25:20, 19:25) | Murov Az Terminal | raport     |

Źródło: 

### Mecz o 3. miejsce
Format: jeden mecz
| Data       | Godz. | Gospodarz | Rezultat                  | Gość   | *      |
| ---------- | ----- | --------- | ------------------------- | ------ | ------ |
| 20.04.2024 | 15:00 | MOİK      | 0:3 (11:25, 15:25, 13:25) | Neftçi | raport |

Źródło: 

### Finał
Format: jeden mecz
| Data       | Godz. | Gospodarz | Rezultat                                | Gość              | *      |
| ---------- | ----- | --------- | --------------------------------------- | ----------------- | ------ |
| 22.04.2024 | 16:00 | Azerrail  | 3:2 (29:27, 25:27, 19:25, 32:30, 15:13) | Murov Az Terminal | raport |

Źródło: 

## Klasyfikacja końcowa
| Poz. | Drużyna           |
| ---- | ----------------- |
| 1.   | Azerrail          |
| 2.   | Murov Az Terminal |
| 3.   | Neftçi            |
| 4.   | MOİK              |

## Nagrody indywidualne
| Nagroda                        | Zawodnik              | Klub              |
| ------------------------------ | --------------------- | ----------------- |
| Najlepszy zawodnik (MVP)       | Siergiej Płatanienkow | Azerrail          |
| Najlepszy rozgrywający         | Mahdi Ablou           | Murov Az Terminal |
| Najlepsi przyjmujący/atakujący | Andriej Mielnikow     | Azerrail          |
| Najlepsi przyjmujący/atakujący | Władisław Kunczenko   | Murov Az Terminal |
| Najlepsi środkowi              | Mahdi Dżafarwand      | Azerrail          |
| Najlepsi środkowi              | Mohsen Vazehi         | Neftçi            |
| Najlepszy libero               | Emil Abdullayev       | Neftçi            |
| Najlepszy młodzieżowiec        | Nihad Qasımov         | Murov Az Terminal |
| Źródło:                        |                       |                   |